# Chersotis abruzzensis
Chersotis abruzzensis är en fjärilsart som beskrevs av Corti och Max Wilhelm Karl Draudt 1933. Chersotis abruzzensis ingår i släktet Chersotis och familjen nattflyn. Inga underarter finns listade i Catalogue of Life.